# La intrusa (telenovela de 1989)
La intrusa es una telenovela chilena producida y exhibida por Canal 13 durante el primer semestre de 1989. Fue escrita por Sergio Vodanovic y dirigida por Cristián Mason.
Fue protagonizada por la debutante Amparo Noguera, coprotagonizada por Jaime Vadell, Marés González, Sebastián Dahm, Sandra O'Ryan, Luis Alarcón y Ana María Martínez y antagonizada por Roberto Poblete, Liliana Ross y Alex Zissis, contando con las actuaciones estelares de Fernando Kliche, Walter Kliche, Patricio Achurra,  Patricia Guzmán y Daniel Bandelli (como la guagua).

## Argumento
Una joven llamada Texia González (Amparo Noguera) busca desesperadamente su lugar en el mundo y para ello se introduce en la vida de su verdadera familia, a la cual jamás ha visto, sin que nadie sospeche nada. Texia nació producto de una fugaz relación del empresario Felipe Miralta (Jaime Vadell) y una corista; por eso ella no supo lo que era tener una verdadera familia y desde la marginalidad observaba a la de su padre, soñando pertenecer a ella. Su padre, a pesar de que nunca reveló este secreto, siempre se preocupó de ella, porque es un ser extremadamente bondadoso, aunque muchas veces esta bondad pueda provocar daño. 
Felipe desea ardientemente que Elisa (Marés González), su mujer, sepa de la existencia de Texia, que la quiera y la acepte, pero el gran problema es como confesar su pasajera infidelidad, sin poner en peligro la felicidad de su familia. 
Elisa está también crónicamente enferma, lo que será utilizado por Blanca (Liliana Ross), cuñada de Felipe, quien a través de su hijo Eloy Tropero (Alex Zissis) intentará cambiar el giro de la empresa de su hermano a fin de satisfacer sus ambiciones sin límites. Blanca tiene otro hijo, Gabriel Tropero (Sebastián Dahm), muy diferente a su hermano y el sobrino regalón de Felipe Miralta, quien ambiciona verlo convertido en arquitecto y casado con su hija Diana Miralta (Sandra O'Ryan). Pero Gabriel es un ser dividido entre la seguridad económica que le ofrece la arquitectura, y su pasión por la pintura. Dividido entre su tranquila relación con Diana o ir tras una misteriosa desconocida que un día apareció y logró despertar en él una tremenda pasión... y que resulta ser Texia, su prima.

## Elenco
- Amparo Noguera como Texia González.
- Sebastián Dahm como Gabriel Tropero.
- Sandra O'Ryan como Diana Miralta.
- Fernando Kliche como Jack Mine.
- Jaime Vadell como Felipe Miralta.
- Marés González como Elisa.
- Luis Alarcón como Adolfo Tropero.
- Liliana Ross como Blanca.
- Walter Kliche como Salvatore Mine.
- Carmen Barros como Mercedes.
- Patricio Achurra como Rodrigo Estévez.
- Ana María Martínez como Susana González.
- Alex Zisis como Eloy Tropero.
- Soledad Pérez como Yolanda.
- Roberto Poblete como Segundo Reyes.
- Soledad Alonso como Ana María.
- Mauricio Pešutić como Gastón.
- Tennyson Ferrada como Carmelo Pérez.
- Patricia Guzmán como Valeria.
- Fernando Farías como Abraham Castillo.
- Patricia Rivadeneira como Carolina.
- Luis Gnecco como Aldo.
- Verónica Moraga como Pilar Tropero.
- Silvia Novak como Marilyn.
- Gloria Canales como Rosa.
- Yoya Martínez como Nana.
- Sergio Hernández como Romo.
- Aníbal Reyna como Pepe.
- Sergio Madrid como Valdés.

## Actores invitados
- Mónica Carrasco como Silvia.
- Gloria Barrera como Raquel.
- Jorge Ramírez como Juan Francisco.
- Carolina Marzán como Mucama.
- Débora Bloch como Javiera Fabres.
- Mané Nett como Encargada.
- Juan Cuevas como Detective.
- Luis Paredes como García.
- Nadia Bragar como Secretaria.
- Mario Poblete como Reportero.
- Marco Antonio Salvadores como Freddy.
- Jaime Troncoso como Olave.
- Coca Rudolphy como Regina.
- Luis Paredes
- Valerio Milessi
- Óscar Baeza